# Bradworthy
Bradworthy är en by och en civil parish i Torridge i Devon i England. Orten har 1 108 invånare (2011). Byn nämndes i Domedagsboken (Domesday Book) år 1086, och kallades då Brawordine/Braor/Bravordina.